# William Chambers (architecte)
Pour les articles homonymes, voir William Chambers et Chambers.

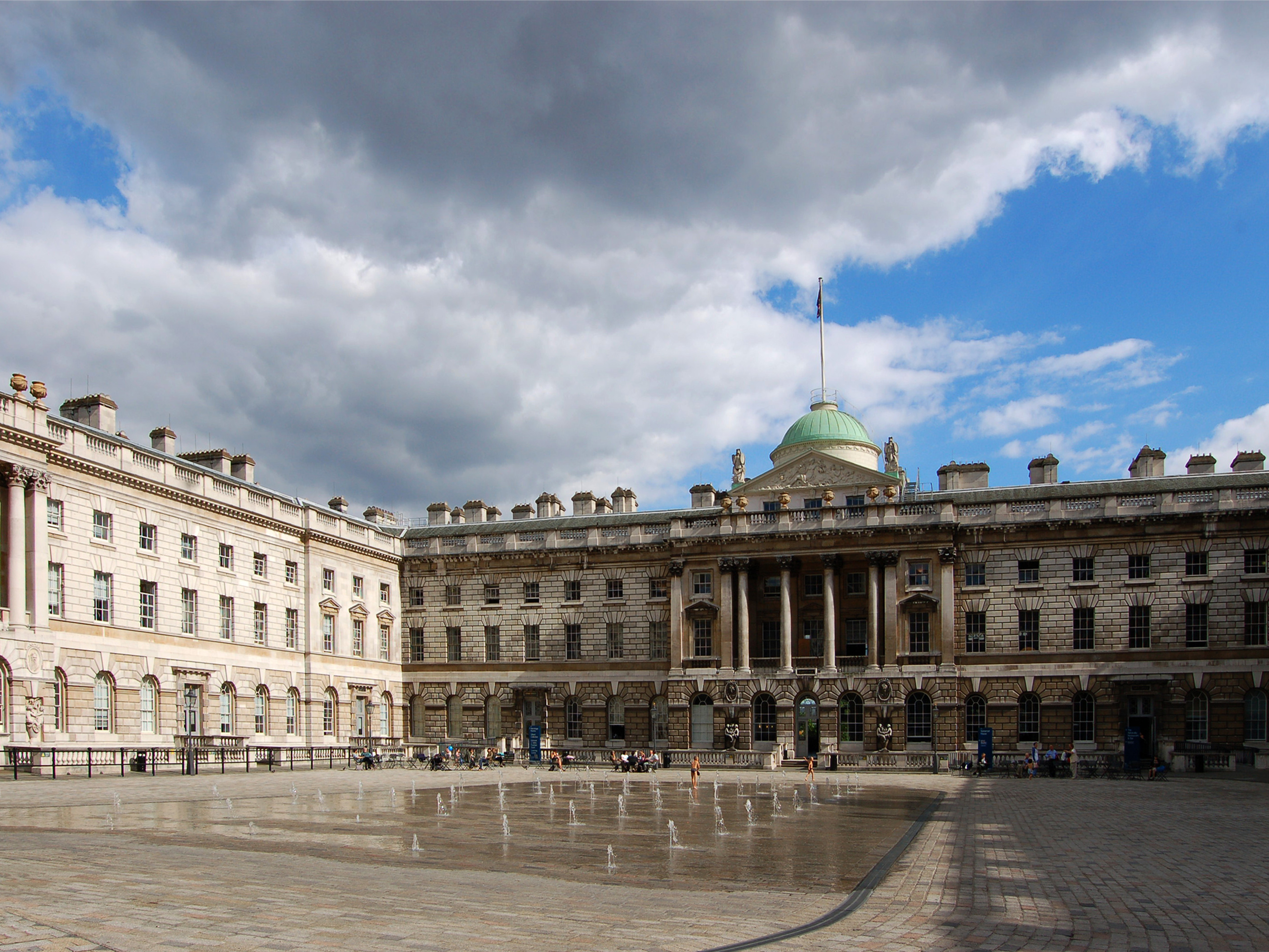
Somerset House à Londres.

William Chambers, né le 23 février 1723 à Göteborg (Suède) et mort le 10 mars 1796 à Londres, est un architecte écossais.

## histoire
Fils d'un marchand écossais établi en Suède, William Chambers est envoyé en Angleterre pour faire ses études. Il retourne en Suède à l'âge de 16 ans et travaille pour la Compagnie des Indes Orientales Suédoise entre 1740 et 1749, ce qui lui permet de voyager en Chine et au Bengale. Il y étudie l'architecture chinoise. En 1749, ayant amassé suffisamment d'argent, il peut se consacrer exclusivement à l'architecture.
Il l'étudie à Paris avec Jacques François Blondel et en Italie, où il se familiarise avec les idées qui avaient cours à l'Académie de France à Rome. À son retour en Angleterre en 1755, il s'établit comme architecte à Londres et, sur la recommandation du 4e comte de Bute, devient conseiller du Prince de Galles pour l'architecture. En 1761, il est nommé l'un des architectes des Bâtiments du Roi et, en 1769, contrôleur des Bâtiments du Roi. Lorsque cette administration est réorganisée en 1782, il en devient le surveillant et Contrôleur général.
Proche du roi George III, il est le premier trésorier de la Royal Academy of Arts en 1768 où il protège l'architecte John Soane.
Son travail associe le palladianisme, avec des façades symétriques et bien ordonnées, avec les formes précoces du néoclassicisme. Il répand en Angleterre le goût de l'architecture chinoise, et est chargé de construire plusieurs maisons et de distribuer des jardins dans ce goût.
On a de lui : 
- Dessins des édifices.... chinois, 1757
- Dissertation sur le jardinage chinois
- Traité d'architecture civile, 1779

## Distinctions
- Chevalier de l'ordre royal de l'Étoile polaire.

## Œuvres
- Duddingston House, Duddingston, maison, écuries et temple (1763–68)

## Source
Cet article comprend des extraits du Dictionnaire Bouillet. Il est possible de supprimer cette indication, si le texte reflète le savoir actuel sur ce thème, si les sources sont citées, s'il satisfait aux exigences linguistiques actuelles et s'il ne contient pas de propos qui vont à l'encontre des règles de neutralité de Wikipédia.